# Дилатация (геология)
Дилатация (dilato с лат. — «расширять»).
Дилатация в геологии — явление расширения горных пород, увеличения их пустотного пространства — пористости и разуплотнения. Такое увеличение объёма происходит под воздействием разогрева горных пород глубинными источниками тепла, интенсивного насыщения водой, нефтью, газом. Процесс дилатации горных пород сопровождает формирование месторождений полезных ископаемых, структуры земных недр и геодинамические проявления. При дилатации горных пород возникают типичные аномалии геофизических полей, изучая которые можно прогнозировать геологические объекты и явления дилатационного генезиса.
В СССР и России исследование процесса дилатации горных пород связано с именами таких ученых как М. А. Гончаров, В. А. Огаджанов. Согласно теории В. А. Огаджанова процесс дилатации горных пород в недрах носит характер общей закономерности, формируя парагенетически связанные системы разуплотнения и уплотнения геологической среды и в целом определяя дилатационную модель Земли.
Парагенезис разуплотнения и уплотнения геологической среды имеет место при распространении сейсмических волн. В однородной изотропной идеально-упругой твёрдой среде вдали от границ раздела, в т.ч. вдали от поверхности Земли, могут распространяться сейсмические волны только двух типов: продольные (Р) и поперечные (S). Продольные сейсмические волны переносят изменения объёма - сжатия и растяжения (уплотнения и разуплотнения) в среде. Движения частиц в них совершаются параллельно направлению распространения волны, а деформации представляют собой суперпозицию всестороннего сжатия (растяжения) и чистого сдвига. Поперечные сейсмические волны не образуют в среде объёмных изменений, движения частиц в них происходят перпендикулярно направлению распространения волны, а деформация является чистым сдвигом.
Не следует понятие дилатации отождествлять с понятием дилатансии. Дилатансия горных пород определяет появление пустотного пространства при деформациях сдвига.